# Mr. Sunshine (Fernsehserie, 2018)
Mr. Sunshine (koreanisch 미스터 션샤인, RR Miseuteo Syeonsyain) ist eine südkoreanische Fernsehserie aus dem Jahr 2018, geschrieben von Kim Eun-sook und unter der Regie von Lee Eung-bok, mit Lee Byung-hun, Kim Tae-ri, Yoo Yeon-seok, Kim Min-jung und Byun Yo-han in den Hauptrollen. Die Serie spielt in Hanseong (dem heutigen Seoul) in den frühen 1900er Jahren und dreht sich um Aktivisten, die für die Unabhängigkeit Koreas kämpfen.
Die Serie wurde ab dem 7. Juli 2018 jeden Samstag und Sonntag auf tvN ausgestrahlt und endete am 30. September 2018. Sie feierte ihre internationale Premiere auf Netflix.
Die Serie verzeichnete die 6.-höchste Einschaltquote im Kabelfernsehen, wobei die letzte Folge 18,129 % erreichte und eine durchschnittliche Einschaltquote von 12,955 % erzielte, was die zweithöchste durchschnittliche Einschaltquote ist, die jemals im Kabelfernsehen verzeichnet wurde. Der Film wurde von der Kritik für seine Filmkunst und seine Erzählweise gelobt, aber auch für die ungenaue Darstellung historischer Tatsachen kritisiert.
Die Filmmusik wurde von Nam Hye-seung komponiert, die für ihre Arbeit an vielen K-Dramas bekannt ist. Die Musik für Mr. Sunshine wurde in der neu eröffneten Synchron Stage Vienna in Österreich aufgenommen. Nam Hye-seung reiste nach Wien, um den Aufnahmen persönlich beizuwohnen.

## Zusammenfassung
In Mr. Sunshine geht es um Eugene Choi (Lee Byung-hun), der in die Sklaverei in Joseon geboren wurde. Nachdem er nach der amerikanischen Expedition nach Korea 1871 in die Vereinigten Staaten geflohen ist, wird er Offizier des Marine Corps.
Als er für eine Mission nach Joseon zurückkehrt, lernt Eugene die Enkelin eines Aristokraten, Go Ae-shin (Kim Tae-ri), kennen und lieben, die zur Armee der Gerechten gehört. Ihre Liebe wird jedoch durch ihre Zugehörigkeit zu unterschiedlichen Klassen und die Anwesenheit von Kim Hui-seong (Byun Yo-han), einem Adligen, der seit seiner Kindheit Ae-shins Verlobter ist, in Frage gestellt. Eugene begegnet auch Goo Dong-mae (Yoo Yeon-seok), einem skrupellosen Samurai, und Kudo Hina (Kim Min-jung), der Besitzerin des beliebten „Glory Hotel“, in dem Eugene übernachtet. Gleichzeitig entdeckt er ein Komplott des Kaiserreichs Japan zur Kolonisierung Koreas und wird bald in den Kampf um die Souveränität Joseons verwickelt.

## Historischer Hintergrund
Im Gegensatz zu den meisten historischen Dramen, die sich mit der Japanischen Besetzung Koreas befassen, spielt Mr. Sunshine vor der Japanischen Annexion in den späten 1800er bis frühen 1900er Jahren. Der Schwerpunkt liegt auf der Gerechten Armee und dem Leben der Menschen, die für die Freiheit von Joseon gekämpft haben. Reale historische Ereignisse wie Shinmiyangyo, der Spanisch-Amerikanische Krieg, die Ermordung der Kaiserin Myeongseong, der Russisch-Japanische Krieg, Gojongs erzwungene Abdankung, und die Schlacht von Namdaemun werden dargestellt oder erwähnt.
Historische Figuren wie Kaiser Gojong, Ito Hirobumi, Hayashi Gonsuke, Yoshimichi Hasegawa, Horace Newton Allen und die Fünf Eulsa-Verräter tauchen als wiederkehrende Charaktere auf, zusammen mit anderen, wie Theodore Roosevelt, Ahn Chang-ho, Eum Sun-heon, Park Seung-hwan und Frederick Arthur MacKenzie, die auch Cameo-Auftritte haben.

## Die wichtigsten historischen Ereignisse, die in Mr. Sunshine beschrieben werden
- Die Schlacht von Ganghwa (1871): Es handelte sich um eine große Schlacht, die am 10. Juni 1871 zwischen den Vereinigten Staaten und der Joseon-Dynastie stattfand. Am 1. Juni fuhren die amerikanischen Schiffe in die Straße von Ganghwa ein, um Handel zu treiben und die Sicherheit der schiffbrüchigen Seeleute der SS Sherman zu gewährleisten, die von der Armee von Joseon zerstört worden war. Sie gerieten jedoch unter Beschuss. Die Vereinigten Staaten gaben Joseon eine Frist von zehn Tagen, um sich zu entschuldigen, was diese jedoch ablehnten. Daraufhin feuerten die US-Schiffe USS Palos und USS Monocacy am 10. Juni ihre Waffen auf die Choji-Garnison auf der Insel Ganghwa und vernichteten die Armee von Joseon.[14] In Mr. Sunshine werden die Schlachtszenen ausführlich beschrieben, da die Figur Jang Seung-goo als Teenager in dieser Schlacht kämpfte und seinen Vater verlor. Diese Schlacht war ein entscheidender Moment für Seung-goo, da sie ihn zu der Überzeugung brachte, dass König Gojong sein eigenes Volk im Stich gelassen hat und es sterben ließ.
- Der Japanisch-Koreanische Vertrag von 1905: Dieser Vertrag wurde am 17. November 1905 zwischen dem Kaiserreich Japan und dem Kaiserreich Korea geschlossen. Durch ihn übernahm Japan effektiv die diplomatische Kontrolle über Korea. Während Mr. Sunshine diesen Vertrag und seine Auswirkungen nicht im Detail zeigt, enthält er eine Szene, in der Kim Hui-seong Fotos von den pro-japanischen koreanischen Beamten macht. Mit diesen Bildern will Hui-seong seine Nachkommen auf das Fehlverhalten der korrumpierten Regierungsbeamten aufmerksam machen.
- Die Schlacht von Namdaemun: Diese Schlacht wurde am 1. August 1907 zwischen den koreanischen und japanischen Armeen ausgetragen. Sie fand am Namdaemun-Tor in Hanseong statt und war ein Aufstand der koreanischen Armee gegen den Auflösungsbefehl, der durch den Japan-Korea-Vertrag von 1907 ausgegeben wurde.[15] In Mr. Sunshine werden die Schlachtszenen detailliert dargestellt. Die Figur Jang Seung-goo opfert sich, um seine Soldaten zu schützen. Diese Schlacht ist ein Wendepunkt für Seung-goo, denn er opfert sich für ein Land und einen Kaiser, den er nicht mag.